# Rise Against/Anti-Flag
Rise Against/Anti-Flag è un EP split tra i due gruppi hardcore punk statunitensi Rise Against e Anti-Flag, pubblicato il 17 febbraio 2009 in edizione limitata da DGC Records.

## Tracce
1. Rise Against – Sight Unseen – 3:55
2. Anti-Flag – I'm So Sick of You – 1:46

## Formazione

### Rise Against
- Tim McIlrath – voce, chitarra
- Zach Blair – chitarra
- Joe Principe – basso, cori
- Brandon Barnes – batteria

### Anti-Flag
- Justin Sane – chitarra, voce
- Chris Head – chitarra
- Chris Barker – basso, voce
- Pat Thetic – batteria